# Marnixstraat 317
Marnixstraat 317 is een gebouw in Amsterdam-Centrum, ingeklemd tussen de Marnixstraat en de Lijnbaansgracht. Het gebouw in 19e-eeuwse Hollandse neorenaissancestijl staat met haar achtergevel direct aan het water van de Lijnbaansgracht. Het heeft een U-vorm (voorgevel, twee zijvleugels). Opvallend aan het gebouw is dat de twee zijvleugels daar waar zij uitkijken op het wateroppervlak nauwelijks ramen bevatten.

## Geschiedenis
Marnixstraat 317 werd gebouwd als Hogere Burger School. De Publieke Werken leverde het ontwerp. De aanbesteding vond plaats in juni 1883 voor een HBS met driejarige cursus voor jongens. Oplevering van het gebouw vond plaats rond oktober 1884. In april 1885 deed de gemeente een oproep tot inschrijving voor het leerjaar 1885/1886.
De school verliet al in 1926 het gebouw en vertrok naar de Da Costastraat. Het werd een komen en gaan van opleidinginstanties (tekenschool, vakschool voor verkoopsters etc.) totdat in 1936 het Gemeentelijk Bureau voor Maatschappelijke Steun, de voorloper van de Sociale Dienst, het gebouw een jaar lang liet verbouwen om zich er te vestigingen. In 1939 breidde die dienst uit naar het buurpand Marnixstraat 315, waarmee het via een loopbrug verbonden werd.
In juli 1946 werd er een gedenkraam ontworpen door Jan Grégoire onthuld voor 28 door de Duitsers vermoorde ambtenaren van de Sociale Dienst van de gemeente Amsterdam. De dienst zou een aantal keer verhuizen naar steeds weer nieuwe gebouwen, maar bleef zeker tot 1983 in het gebouw nr. 317 zitten. De dienst maakte zich toen zorgen over de veiligheid van het personeel hier na een incident waarbij een ambtenaar werd neergestoken. In 1995 werd het gebouw verkocht door de gemeente.
Het gebouw werd in 1996 uitgeroepen tot gemeentelijk monument. In 2011 werd het grondig gerenoveerd waarbij het klassieke karakter grotendeels in tact moest blijven. In 2017 dient het gebouw tot dienstencentrum, maar er is ook (weer) een opleidingscentrum gevestigd (SRM Aktiviteiten BV op marketinggebied).

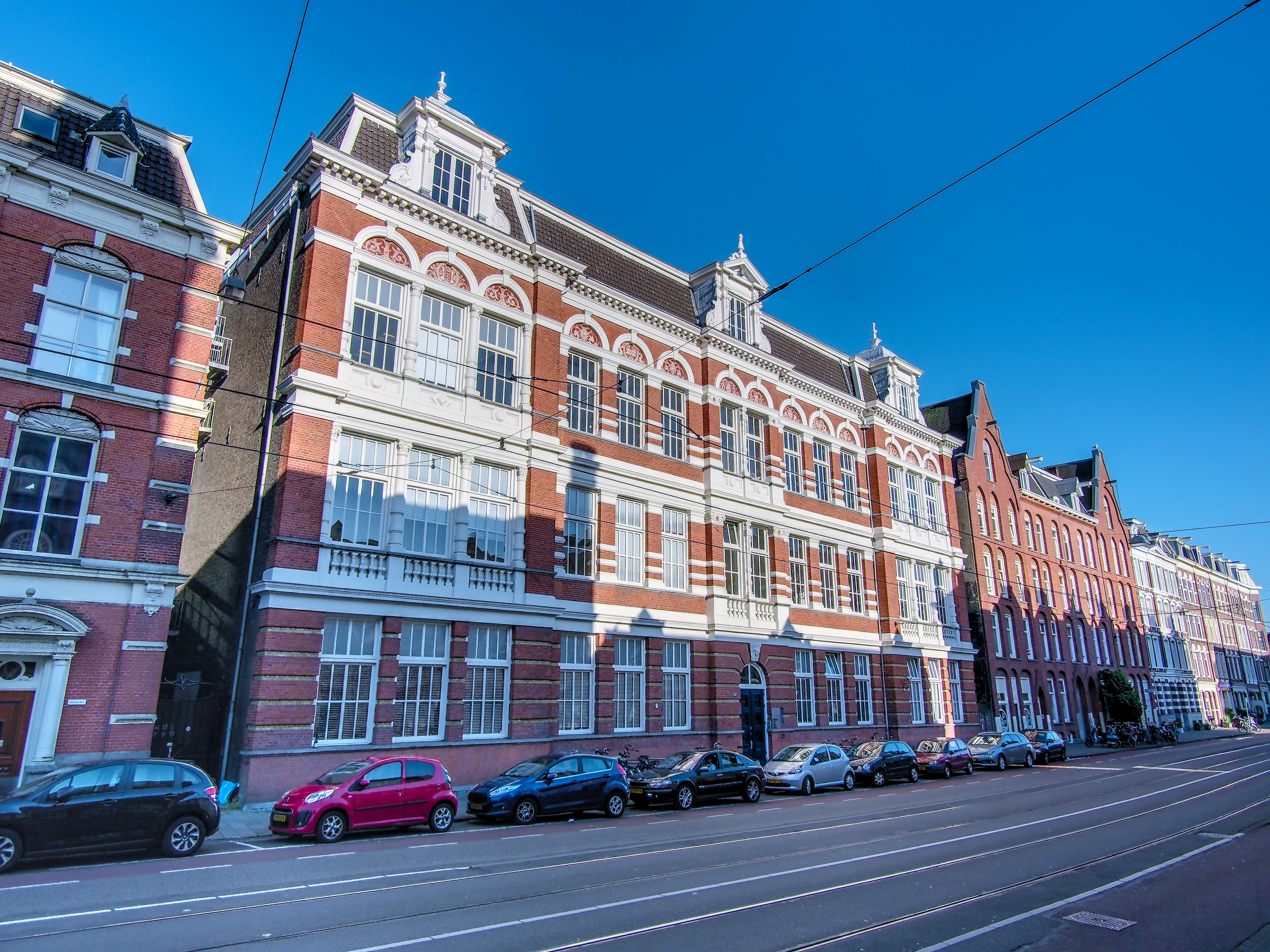
Marnixstraat 317 inclusief loopbruggen naar gebouw 315 (juni 2017)